# Paolo Nulli
Paolo Nulli (Iseo, 1882 – Como, 1950) è stato un politico italiano, sindaco di Como dal 1922 al 1923.

## Biografia
Nato a Iseo nel 1882, emigrò giovanissimo prima a Como e poi in Svizzera.
Fu uno dei principali esponenti del Partito Socialista Italiano a Como; eletto Presidente del Consiglio Provinciale, nel 1922 sostituì come sindaco di Como il compagno di partito Angelo Noseda, quando questi fu eletto alla Camera dei deputati del Regno d'Italia.
Nel 1923 fu però costretto a dimettersi dai fascisti e imprigionato temporaneamente. Fu nuovamente arrestato qualche anno dopo e mandato al confino alle Isole Lipari. Liberato, si trasferì a Maslianico, dove aiutò diversi perseguitati politici a scappare in Svizzera, finché non fuggì lui stesso.
Dopo la Liberazione, si candidò nuovamente alle elezioni amministrative del 1946 a Como come capolista del PSI ma, dopo lunghe trattative post-elettorali tra i partiti, gli fu preferito come sindaco l'industriale Giuseppe Terragni della Democrazia Cristiana. Fu eletto comunque, in seguito, sindaco di Maslianico.
Morì a Como nel 1950.